# Globoko, Laško
Globoko este o localitate din comuna Laško, Slovenia, cu o populație de 202 locuitori.